# Dewi-Claire Schreefel
Dewi-Claire Schreefel (Alkmaar, 12 november 1985) is een Nederlandse golfster.
Schreefel groeide op in Diepenveen. In het nabijgelegen Deventer bezocht ze het Etty Hillesum Lyceum. Ze is lid van de Sallandsche Golfclub.

## Amateur
- NK Strokeplay Junioren Meisjes 1999, 2000, 2002, 2003 en 2004
- NK Matchplay Junioren Matchplay 1999, 2001 en 2004
- NK Strokeplay Dames 2000, 2002 en 2005
- NK Matchplay Dames 2004
- Dutch Junior Masters 1999, 2000
- 2001: Dutch Junior International op Toxandria
- 2002: Dutch Junior International 2002, 2003, 2004 en 2005[bron?]
- 2003 Junior Solheim Cup 2003[bron?]
- Italiaans Dames Amateur 2004[bron?]

Daarnaast heeft ze driemaal meegedaan aan het WK Dames Amateur.

### Californië
Hierna vertrok ze naar de University of Southern California (USC), waar ze studeerde en golf speelde voor de universiteit. 

In 2006 werd ze individueel kampioen van de NCAA (Collegegolf).

In 2008 werd haar team kampioen van de NCAA, waarna het team in het Oval Office door president Bush werd ontvangen. 

In de zomer van 2008 kwam ze terug naar Nederland. Ze vertegenwoordigde Nederland op het ELTK samen met Christel Boeljon, Kyra van Leeuwen, Marieke Nivard en Chrisje de Vries. In 2009 behaalde zij haar eerste overwinning op de Futures Tour in de Verenigde Staten.
- 2009: ING New England Classic[bron?]

### Teams
- Espirito Santo Trophy: 2006, 2008[bron?]

## Professional

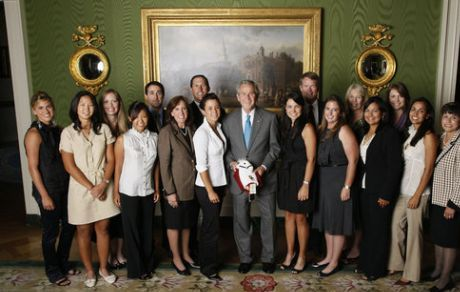
Naast president Bush, 2008

In 2008 haalde ze de laatste stage van de Tourschool maar geen volle spelerskaart voor de Ladies European Tour. Ze besloot in 2009 in de Verenigde Staten op de Duramed Futures Tour te gaan spelen. Ze hoopte daar in de Top-5 te eindigen en zo te kwalificeren voor de Amerikaanse Ladies Tour. Ze werd 10de, goed voor een halve kaart, dat wil zeggen dat ze op de maandag voor het toernooi mag proberen zich te kwalificeren, als ze nog niet op de deelnemerslijst staat.
In februari 2009 sloot zij zich aan bij Golf Team Holland, samen met Christel Boeljon.

### Gewonnen
- 2009: New England Golf Classic met -8 over 54 holes in Bloomfield, Connecticut[bron?]
- 2014: Helsingborg Open[1]